# Ivančice
Ivančice (en allemand : Eibenschütz) est une ville du district de Brno-Campagne, dans la région de Moravie-du-Sud, en République tchèque. Sa population s'élevait à 9 971 habitants en 2024.

## Géographie
Ivančice est arrosée par la Jihlava et son affluent l'Oslava, et se trouve à 20 km au sud-ouest de Brno et à 178 km au sud-est de Prague.

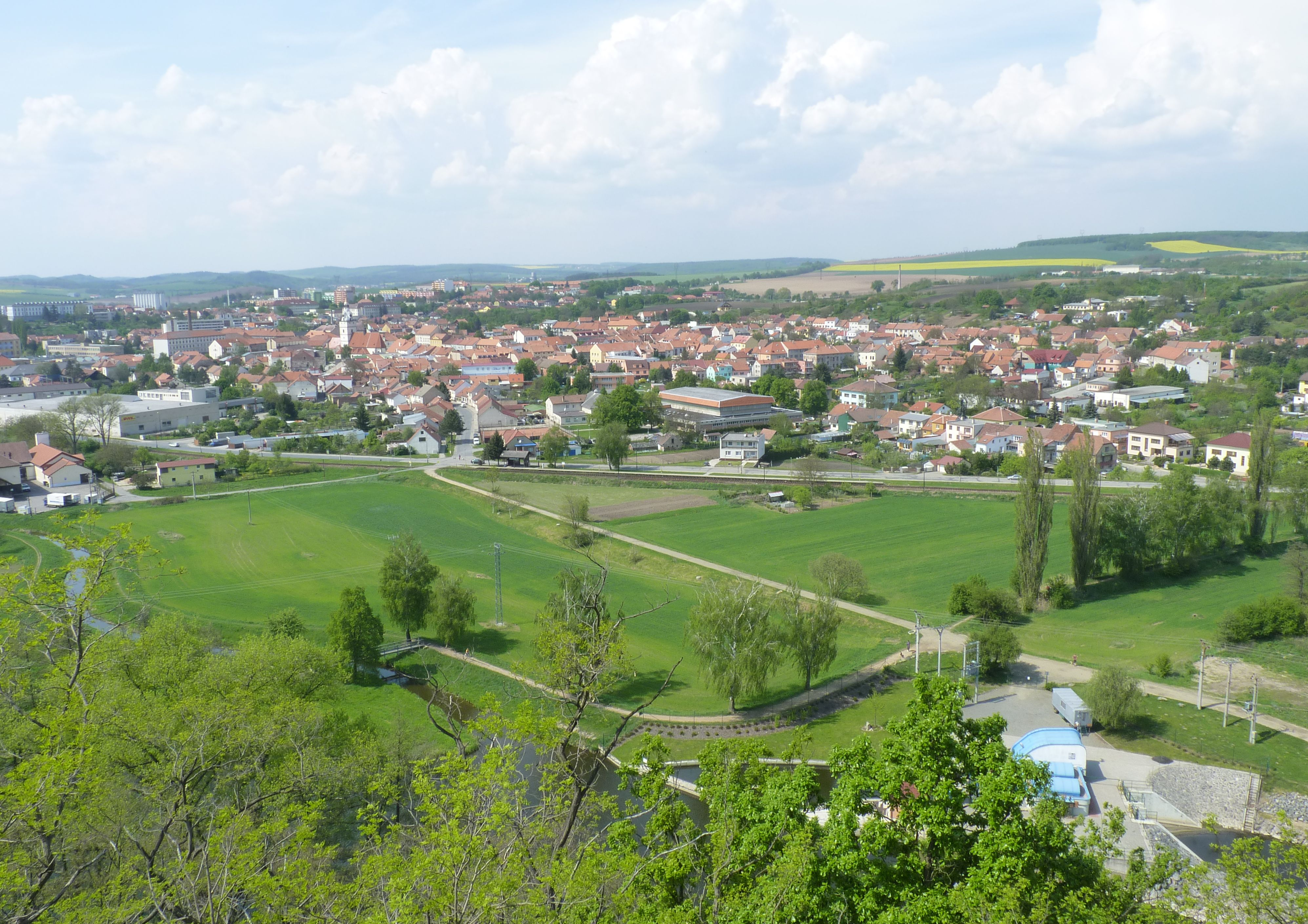
Ivančice : vue générale.

La commune est limitée par Biskoupky, Nová Ves, Oslavany et Neslovice au nord, par Hlína, Moravské Bránice et Nové Bránice à l'est, par Moravský Krumlov au sud, et par Jamolice à l'ouest.

## Histoire
La première mention écrite de la localité date de 1221.
Ivančice est le lieu de naissance du peintre et artiste décorateur, fer-de-lance du style Art nouveau, Alphonse Mucha.  
La ville abrite un musée de la vie de l'acteur Vladimír Menšík.

## Jumelages
La ville d'Ivančice est jumelée avec :
- Aleksandrów Kujawski (Pologne)
- Soyaux (France) depuis 2001[7]

## Galerie

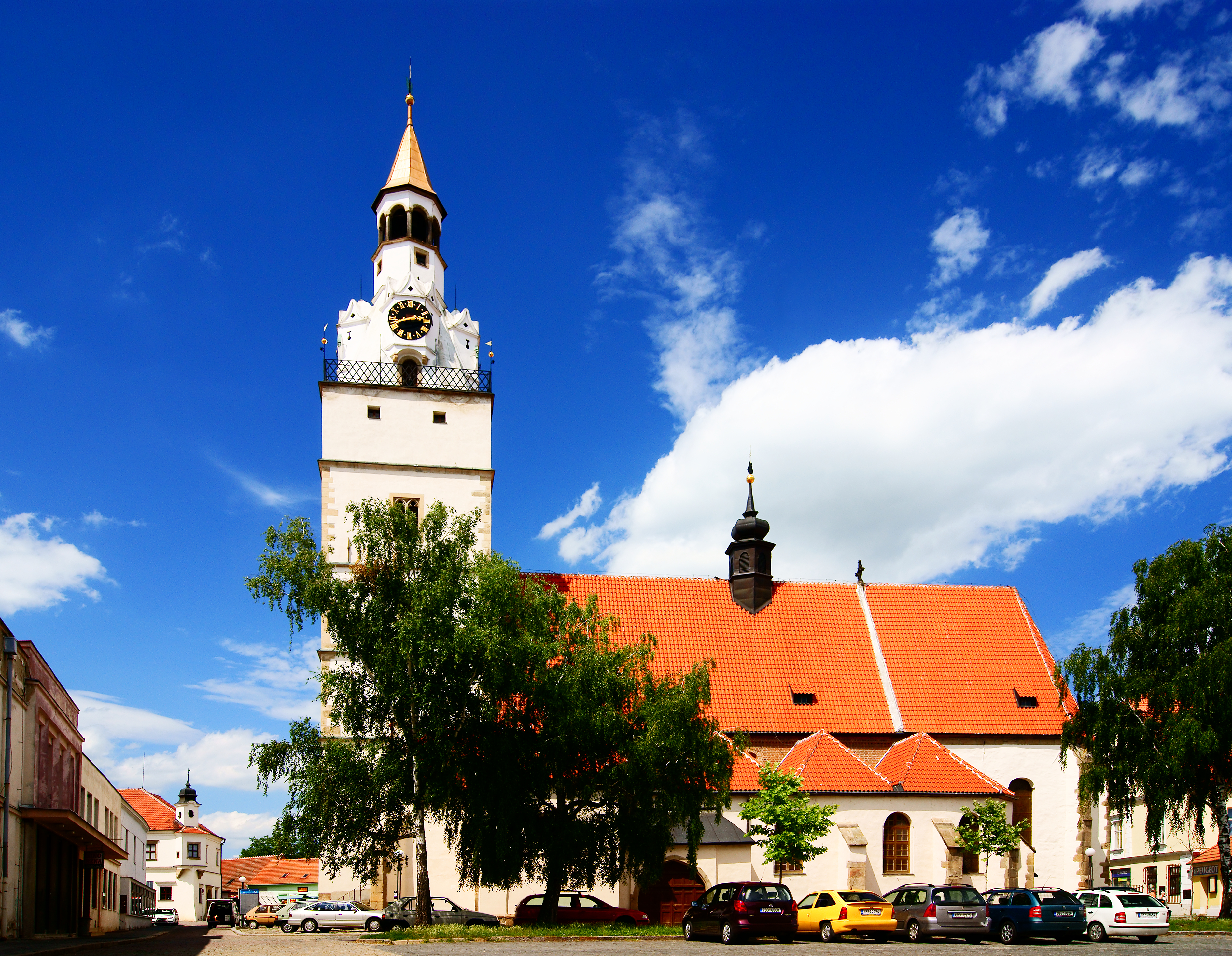
Église de l'Assomption de la Vierge Marie.
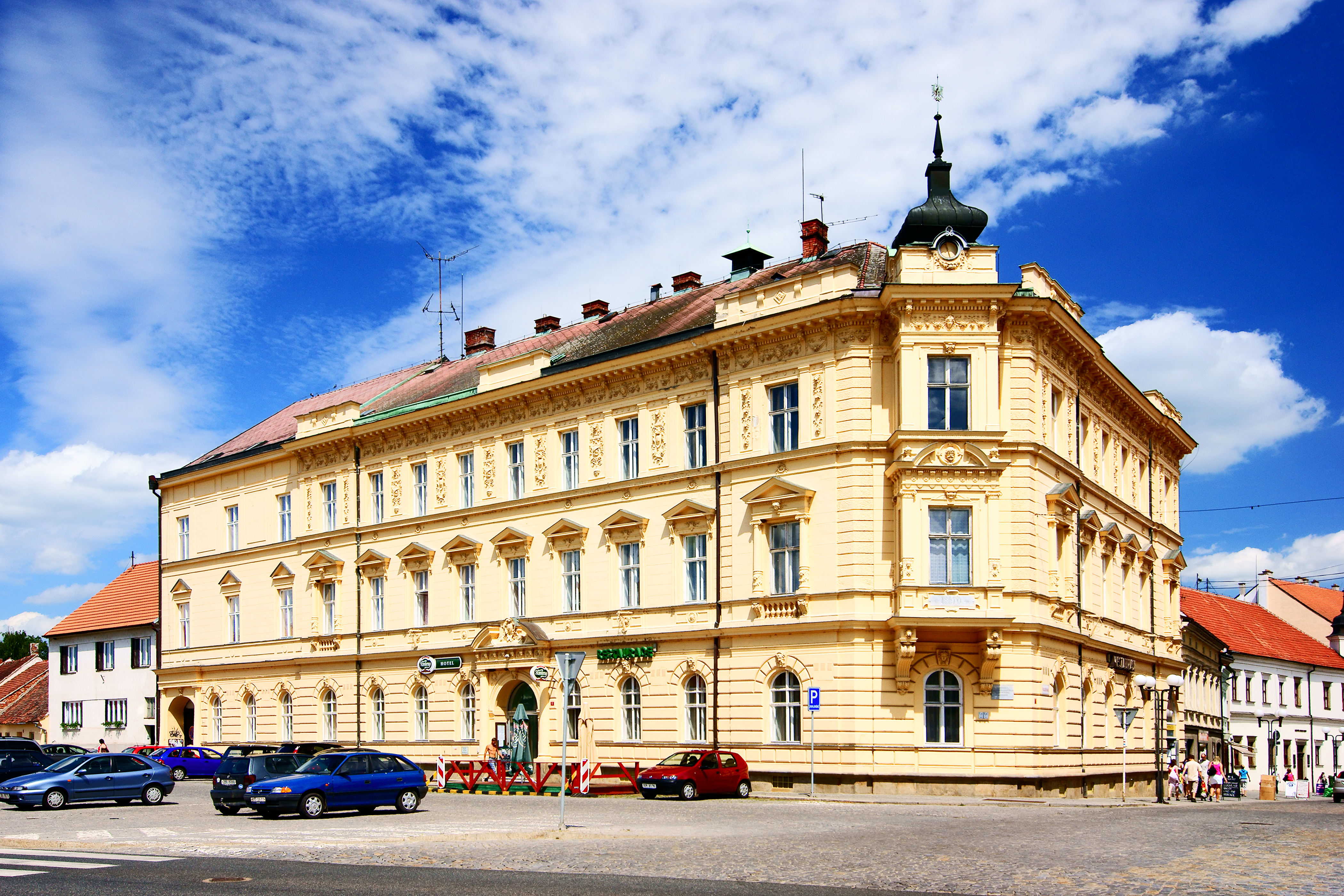
Immeuble Besední sur la place Tesař.

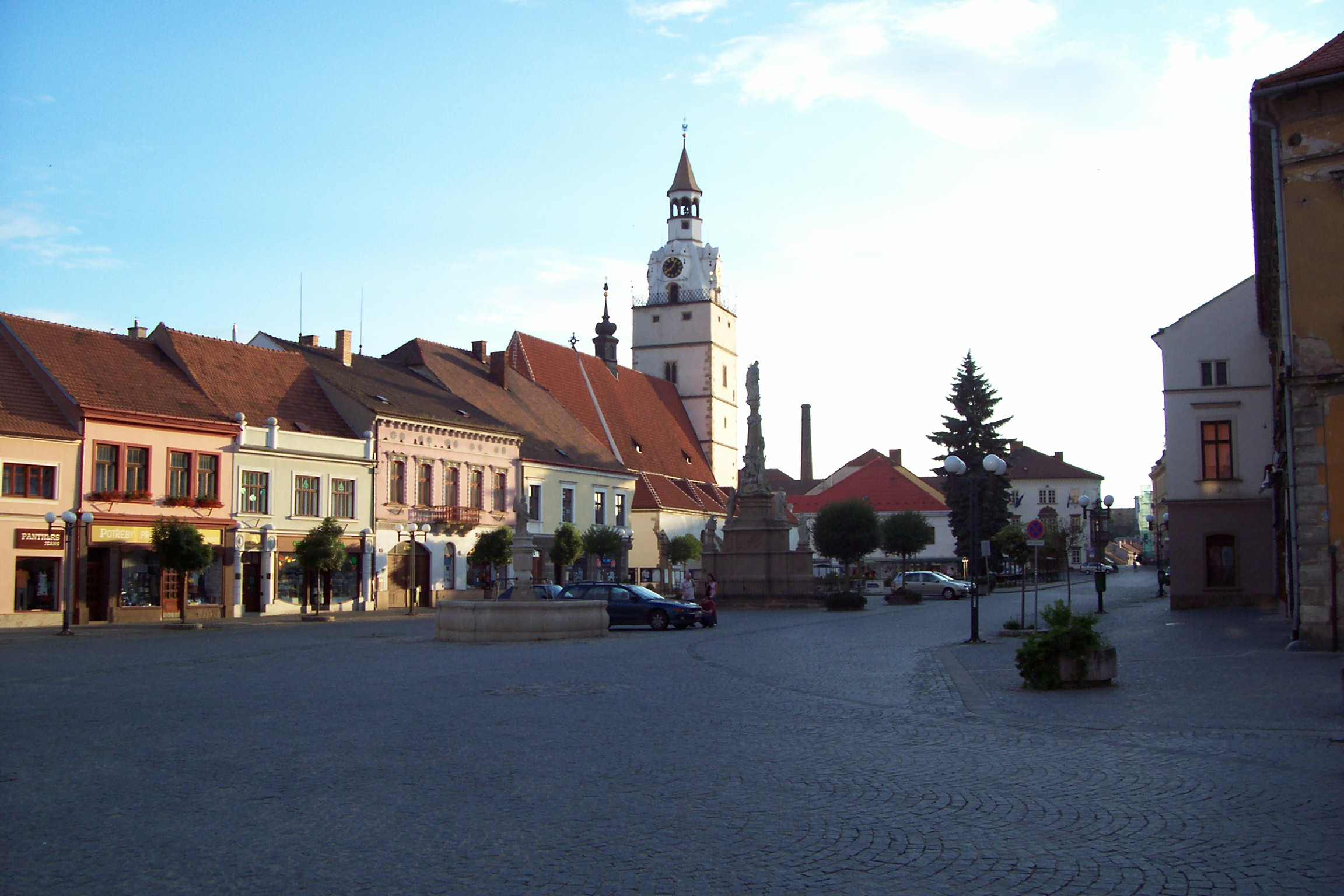
Ivančice : centre-ville.
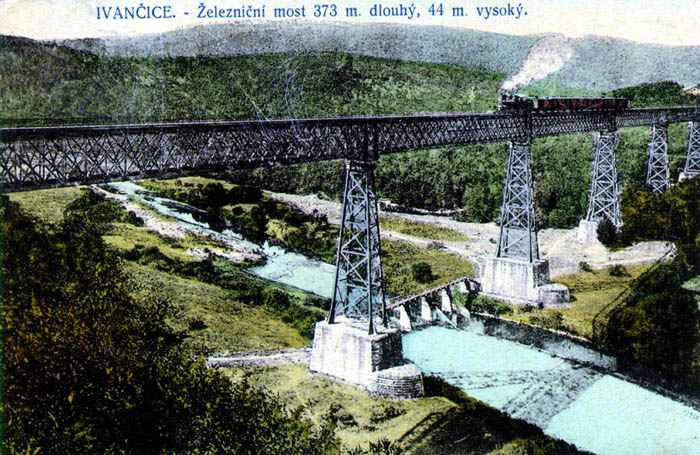
L'ancien viaduc d'Ivančice (cs) sur la  Jihlava (en 1911).

## Population
Recensements (*) ou estimations de la population :
| 1869* | 1880* | 1890* | 1900* | 1910* | 1921* |
| ----- | ----- | ----- | ----- | ----- | ----- |
| 6 796 | 6 513 | 6 989 | 7 265 | 7 777 | 7 999 |

| 1930* | 1950* | 1961* | 1970* | 1980* | 1991* |
| ----- | ----- | ----- | ----- | ----- | ----- |
| 8 513 | 8 040 | 8 154 | 8 558 | 9 746 | 9 448 |

| 2001* | 2011* | 2015  | 2016  | 2017  | 2018  |
| ----- | ----- | ----- | ----- | ----- | ----- |
| 9 350 | 9 468 | 9 603 | 9 606 | 9 678 | 9 697 |

| 2019  | 2020  | 2021* | 2022  | 2023  | 2024  |
| ----- | ----- | ----- | ----- | ----- | ----- |
| 9 742 | 9 760 | 9 698 | 9 737 | 9 888 | 9 971 |

## Transports
Par la route, Ivančice se trouve à 11,5 km de Moravský Krumlov, à 30 km de Brno et à 205 km de Prague.

## Personnalités
nées à Ivančice

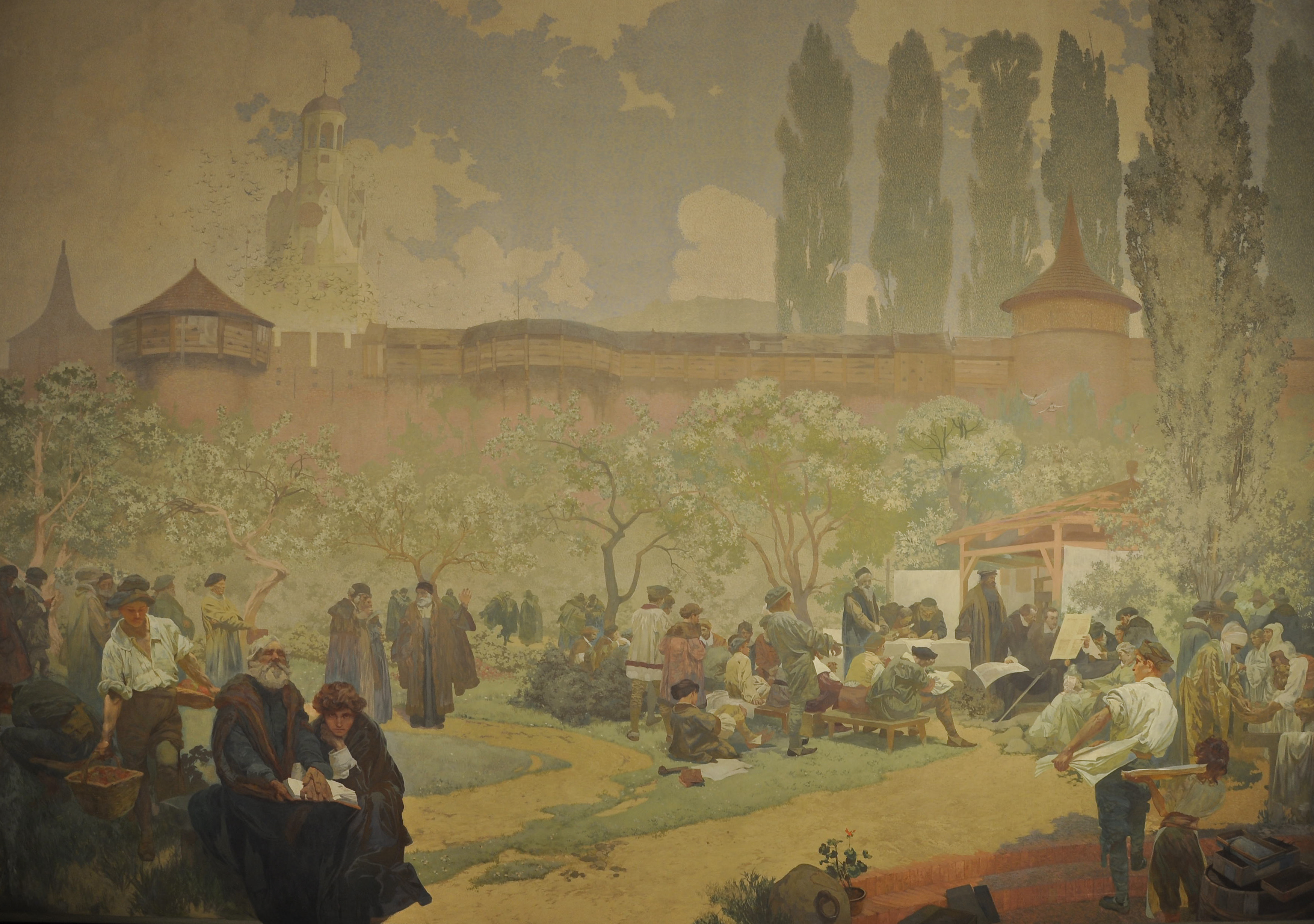
L’École fraternelle à Ivančice
(L'Épopée slave, Alfons Mucha).

- Beneš Metod Kulda (1820-1903), écrivain catholique
- Joachim Oppenheim (1832-1891), rabbin
- Guido Adler (1855-1941), musicologue
- Alfons Mucha (1860-1939), artiste et décorateur
- Karel Elgart-Sokol (1874-1929), écrivain
- Theodor Kilian (1894-1978), écrivain
- Olga Ouhrova (1908-1988), historienne régionale, archéologue
- Hugo Weisgall (1912-1997), compositeur de musique
- Vladimír Menšík (1929-1988), acteur de théâtre et de télévision

décédées à Ivančice
- Amálie Muchová (cs) (1822-1880), mère d'Alfons Mucha
- Jiří Dvořák (cs) (1891-1977), peintre
- Olga Ouhrova (voir ci-dessus naissances)